# Urechești
Urechești es una comuna ubicada en el distrito de Vrancea, Rumania.

## Superficie
Posee una superficie de 33,33 kilómetros cuadrados.

## Demografía
Hasta 2021 la población era de 2783 habitantes, con una densidad de población de 83,50 habitantes por kilómetro cuadrado.